# Amblyornis inornata
El pergolero pardo (Amblyornis inornata) es una especie de ave paseriforme de la familia Ptilonorhynchidae endémica de Nueva Guinea. A falta de plumaje colorido para atraer a la hembra, el macho de esta especie recurre a la construcción de una pérgola de palitos decorada con elementos de colores alrededor como flores, frutos, hojas y escarabajos.

## Descripción
El pergolero pardo mide unos 25 cm, siendo las hembras ligeramente menores. Su plumaje es principalmente de color pardo oliváceo, más claro en las partes inferiores. Como indica su nombre científico, carece de plumaje ornamental, lo que le convierte en uno de los pergoleros menos llamativos, pero en cambio, está entre los realizan construcciones más grandes y elaboradas para el cortejo.

## Localización
El pergolero pardo se localiza únicamente en la península de Doberai, en el oeste de la isla de Nueva Guinea.